# Бурный (Саратовская область)
Бурный — посёлок в Энгельсском районе Саратовской области. Входит в состав Безымянского сельского поселения. Основан в 1983 году на землях авиационного полигона Гурьяново под названием Военный совхоз № 23 «Саратовец». Переименован в «Бурный» в честь села Бурное.

## География
Расположен посёлок в центральной части района, в степной зоне. Расстояние до районного центра — 55 км, до железнодорожной станции Безымянная Приволжской железной дороги — 15 км.

## История
Девятого апреля 1983 года из поселка Тоцкого (Военный совхоз № 10) Оренбургской области автомобили с техникой и оборудованием прибыли для проведения сельскохозяйственных работ на территорию полигона «Гурьяново» в количестве 10 военнослужащих срочной службы, учащихся школы поваров г. Самары и трех гражданских лиц во главе с начальником сельхозуправления Приволжского военного округа Пустовойтом Николаем Акимовичем и управляющим отделением Неугодниковым Анатолием Павловичем. Перед ними была поставлена правительственная задача в короткие сроки создать эффективное сельскохозяйственное предприятие, способное снабжать подразделения Приволжского военного округа продукцией сельского хозяйства: в первую очередь зерновыми, а также мясом и молоком.
Прибыв на территорию полигона, расположенного неподалёку от 1 отделения совхоза «Безымянский». Для жилья были приспособлены армейские десятиместные палатки. Сам совхоз позже построили на другом месте(юго-западнее).
12 апреля 1983 вышел приказ министра обороны о создании военного совхоза «Саратовец» Саратовского гарнизона на землях авиационного полигона «Гурьяново». В течение 5-10 дней было произведено благоустройство временного полевого лагеря для проживания рабочих. 
Так же в «новый» Совхоз потянулись рабочие с окрестных сёл: Лощинный, Безымянное и отделений совхоза Безымянский.
Одновременно происходили встречи с местными руководителями совхозов, колхозов по оказанию помощи в проведении весеннего сева. 20 апреля провели первую борозду и начали сеять зерновые культуры. Большую помощь по проведению сельскохозяйственных робот оказал совхоз «Безымянский» и совхоз имени Карла Маркса.
Большие трудности испытали рабочие и служащие в 1983—1984 году, так как не было подъездных путей, не было элементарных условий проживания, но рабочие не теряли оптимизма продолжали работать, отдавая работе все свои силы для развития и благоустройства военного совхоза № 23, и поэтому в первый год получили очень высокий урожай.
Так как собственного мехтока не было, зерно возили подрабатывать на мехтока 1 отделения совхоза «Безымянский» и совхоза имени Карла Маркса.
С 1984 года началось строительство жилых домов и производственных помещений. В этом же году начался большой приток рабочих и служащих, специалистов из Джамбульской области Казахстана. Желающие получали недостроенные квартиры в трехэтажных зданиях, достраивали их и переезжали с семьями. Большинство переселенцев были лицами немецкой национальности.
Благодаря средствам, предоставленным Германией, в рамках создания немецкой автономии на Волге были построены жилые дома, производственные помещения, здания медицинского пункта и Дома Культуры, здание строительного училища, началось строительство школы.

## Население
| 2002 | 2010 | 2019  |
| ---- | ---- | ----- |
| 1079 | ↘921 | ↗1014 |

## Улицы
Улицы поселка Бурный
- 1-й проезд
- ул. Вишневая
- ул. Дорожная
- ул. Зелёная
- ул. Мира
- ул. Молодёжная
- ул. Рабочая
- ул. Садовая
- ул. Степная
- ул. Трудовая